# Anésio Argenton
Anésio Argenton (* 14. März 1931 in Boa Esperança do Sul, São Paulo; † 3. Oktober 2011 in Araquari) war ein brasilianischer Radrennfahrer und nationaler Meister im Radsport.

## Sportliche Laufbahn
Argenton war Sohn italienischer Eltern. Er begann während seiner Lehrzeit mit 14 Jahren mit dem Radsport. 1947 gewann er sein erstes Radrennen.
Er war Teilnehmer der Olympischen Sommerspiele 1956 in Melbourne. Im 1000-Meter-Zeitfahren belegte er beim Sieg von Leandro Faggin den 9. Platz. Im Sprint schied er im Vorlauf aus.
Bei den Olympischen Sommerspielen 1960 in Rom startete er Sprint und wurde auf dem 5. Rang klassiert. Im Zeitfahren kam er auf den 6. Rang.
In den Wettbewerben der Panamerikanischen Spiele gewann er zwei Medaillen im Bahnradsport. Er siegte 1959 im 1000-Meter-Zeitfahren. 1955 war sein Start bei den Panamerikanischen Spielen sein erster Einsatz für die brasilianische Nationalmannschaft.
1952, 1954, 1955 und 1958 gewann er die nationale Meisterschaft im 1000-Meter-Zeitfahren. Bei den Südamerikanischen Meisterschaften gewann 1954 und 1956 die Goldmedaille im Zeitfahren, 1952 die Silbermedaille. 
Argenton startete 1959 als Berufsfahrer und wurde Dritter im Sechstagerennen von Uberlândia. Er wurde danach reamateurisiert. 1967 beendete er seine Laufbahn.

## Ehrungen
Zu seinen Ehren wurde das Radrennen „Troféu Anésio Argenton“ in Araquara begründet. Über sein Leben wurde ein Dokumentarfilm mit dem Titel „A Volta ao mundo de Anésio Argenton“ gedreht.

## Trivia
Bei den Spielen in Rom kam er zu spät zum Start des Zeitfahrens, woraufhin ihm der Start verwehrt wurde. Nach Fürsprache des italienischen Olympiateilnehmers Angelo Buonafina, der auf die italienische Abstammung Argentons verwies, durfte er dann zum Wettkampf antreten.